# Rosemarie Clausen
Rosemarie Clausen (* 5. März 1907 in Großziethen bei Berlin; † 9. Januar 1990 in Hamburg; geboren als Rose Marie Margarethe Elisabeth Kögel) war eine deutsche Fotografin. Sie arbeitete als Theater- und Porträtfotografin und wurde für ihr Werk mehrfach ausgezeichnet.

## Leben
Rosemarie Clausen war eine Enkelin des Oberhof- und Dompredigers Rudolf Kögel und Tochter des Pfarrers und Schulrats Rudolf Kögel und seiner Frau Sabine, geb. Gehring. 1934 heiratete sie den Journalisten und Filmproduzenten Jürgen Clausen (1905–1944), der als Pilot eines Nachtjägers in der Big Week fiel.
Clausen, die ursprünglich Porträtmalerin werden wollte, absolvierte eine Fotografenlehre bei Marie Böhm, der Chefin des renommierten Ateliers Becker und Maass und legte nach drei Jahren am Lette-Haus in Berlin die Gehilfenprüfung mit Auszeichnung ab. Anschließend arbeitete sie von 1929 bis zum Herbst 1933 als Assistentin bei der Theaterfotografin Elli Marcus und nach deren Emigration mit eigenem Atelier in Berlin-Schmargendorf an vielen Berliner Theatern, unter anderem dem Staatlichen Schauspielhaus unter Gustaf Gründgens, bis zu deren allgemeiner kriegsbedingter Schließung. Es entstanden zahlreiche fotografische Porträts, unter anderem von Kurt Hirschfeld.
In der Zeit des Nationalsozialismus gehörte Clausen nach Auffassung der Kunsthistorikerin Gabriele Lohmann zu jenen Fotografinnen, die keinerlei Verfolgung zu fürchten hatten, da sie die Anforderungen des Propagandaministeriums und der Reichskulturkammer erfüllten und ihre Arbeiten „propagandistisch verwertbar waren“. Diese Fotografinnen hätten mit ihren Arbeiten dazu beigetragen, das generelle Selbstverständnis der nationalsozialistischen Volksgemeinschaft wie auch das NS-Frauenbild im Besonderen zu formen. Ende der 1930er Jahre machte Clausen zahlreiche private Fotos für die Familie Hermann Göring, die als Bildpostkarten verbreitet wurden. Sie bebilderte auch journalistische Propagandaberichte, so 1941 eine Homestory zu Göring und 1936 eine Reportage zum Autobahnbau unter dem Titel Die Straßen des Führers.
1941 wurden ihre Fotografien – neben denen von Liselotte Purper und Erna Lendvai-Dircksen – in einer von der Reichsfrauenführung zusammengestellten Ausstellung unter dem Titel Frauenschaffen in Deutschland in den von den Deutschen besetzten Niederlanden gezeigt, erstmals ab Oktober 1941 im Rijksmuseum Amsterdam, mit weiteren Stationen in Utrecht, Maastricht und Arnheim.
Im selben Jahr publizierte sie unter dem Titel Die Vollendeten Fotografien von Totenmasken „großer Deutscher“ (wozu sie auch Österreicher wie Adalbert Stifter zählte). „In dynamischen Aufnahmen“ blickten die Toten – so die Wahrnehmung der Kunsthistorikerin Isabel Richter 2010 – „souverän, erhaben und heroisch auf die Betrachtenden herab“. Was sie vereine, so Clausen im Vorwort des Buchs, sei, dass sie alle in einem verbunden seien, „in dem einen Wort – DEUTSCH!“ (Hervorh. i. Orig.)
In die Ausgaben des Deutschen Reichsbahnkalenders der 1930er Jahre wurden einige ihrer Eisenbahnaufnahmen aufgenommen.
Ab 1945 wirkte Clausen in Hamburg, wohin sie nach dem Tod ihres Mannes mit ihren drei Kindern geflohen war, an den Hamburger Kammerspielen, dem Deutschen Schauspielhaus, dem Thalia Theater und dem Ernst Deutsch Theater und andernorts und bezog auch die Pantomime ein (Marcel Marceau). Auch als Porträtfotografin war sie bedeutend (K. R. H. Sonderborg, Jean-Louis Barrault, Samuel Beckett und andere). Mit Wolfgang Borchert verband sie in der Nachkriegszeit eine enge Freundschaft. Sie fertigte zahlreiche Porträts des damals noch unbekannten Schriftstellers an. Ihre Bilder blieben prägend für das Borchert-Bild nach dessen Tode. Die Wolfgang-Borchert-Briefmarke der Deutschen Bundespost zeigt ein Clausen-Motiv.

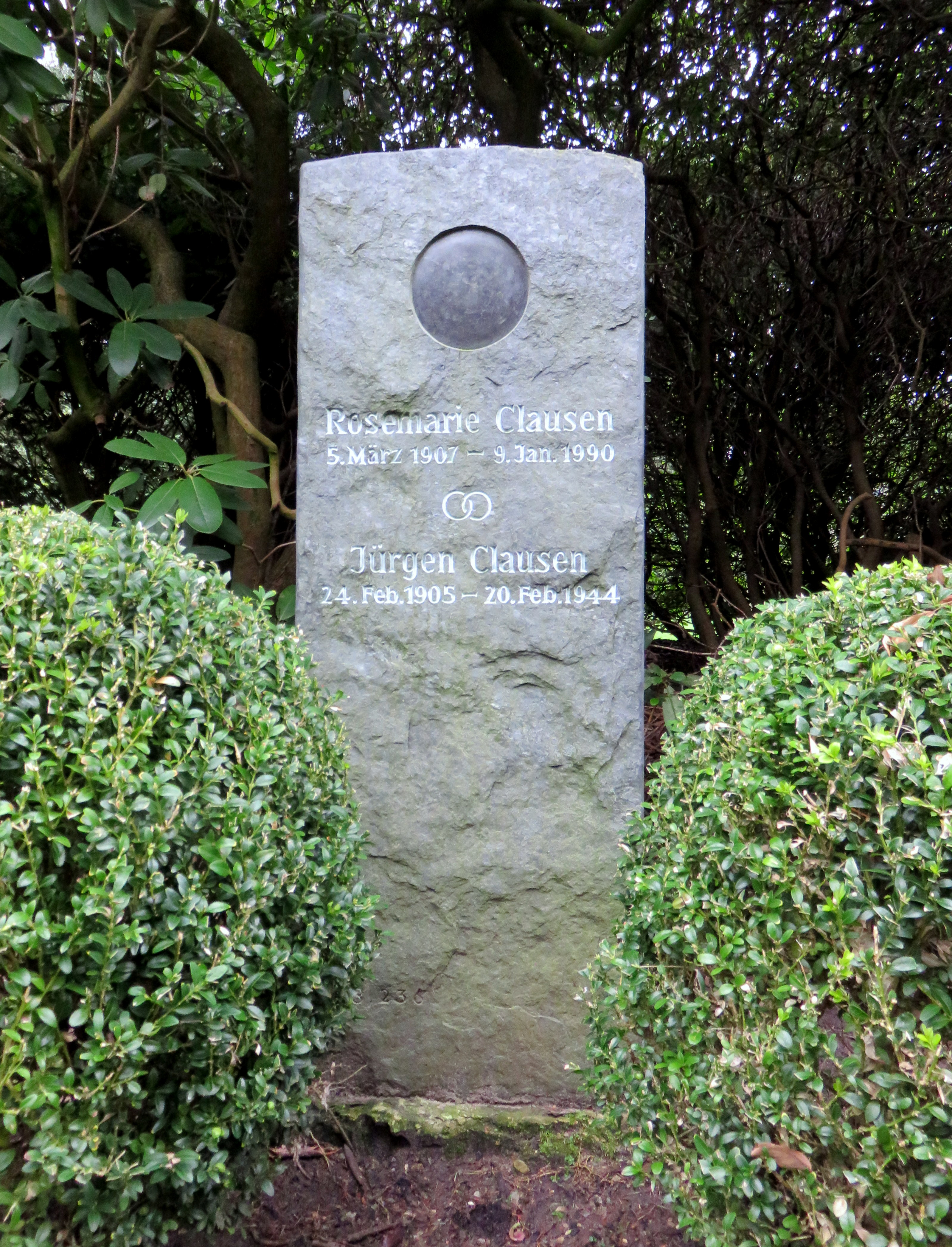
Rosemarie und Jürgen Clausen auf dem Friedhof Ohlsdorf

Sie publizierte in Illustrierten, Zeitschriften und Zeitungen, dazu veröffentlichte sie Bildbände und von 1962 bis 1972 Theaterkalender. Über viele Jahre bebilderte Rosemarie Clausen den Jahreskalender der Zeitschrift Theater heute.
Sie war Mitglied der Gesellschaft deutscher Lichtbildner (GdL), der Deutschen Gesellschaft für Photographie (DGPh), der Freien Akademie der Künste in Hamburg und Ehrenmitglied des Bundes Freischaffender Foto-Designer.
Unter ihren Schülern sind Fritz Peyer und Ute Karen Seggelke zu nennen.
Ihr Sohn war der Soziologe Lars Clausen, ihr Schwager der Schauspieler Claus Clausen, ihre Großnichte die Schauspielerin Andrea Clausen.
Rosemarie Clausen starb im Alter von 82 Jahren. Ihre Grabstätte mit der Grabstellen-Nummer O8, 236 befindet sich auf dem Friedhof Ohlsdorf in Hamburg. Ihr künstlerischer Nachlass wurde von Bettina Clausen verwaltet.

## Auszeichnungen
- 1955: Großer Preis der Internationalen Ausstellung für Bühnenphotographie Salzburg
- 1976: Kulturpreis der Deutschen Gesellschaft für Photographie – zusammen mit Regina Relang und Liselotte Strelow
- 1982: Biermann-Ratjen-Medaille der Freie und Hansestadt Hamburg.

## Nachlass
Rosemarie Clausens Archiv ging 1945 in Berlin bei einem Luftangriff verloren. Eine umfangreiche Sammlung ihrer Ausstellungsexponate befindet sich jedoch im Besitz des Hamburger Museums für Kunst und Gewerbe. Als Nachlass liegen das nach dem Ende des Zweiten Weltkriegs entstandene Negativ-Archiv im Zentrum für Theaterforschung – Hamburger Theatersammlung der Universität Hamburg und das Positiv-Archiv im Theatermuseum München und bei der Rosemarie Clausen – Künstlerischer Nachlass Verwaltung in Potsdam, Verwalter ist Peer-Robin Paulus.

## Werke
- Mensch ohne Maske, Stuttgart: Tazzelwurm 1938
- Die Vollendeten, Stuttgart: Tazzelwurm 1941 (Totenmasken)
- Ewigkeit schwingt über ihnen Kreise, Pforzheim: Imago o. J. [1952][10]
- Schrift und Maske, Hamburg: Christian Wegner 1958 (mehrere Auflagen)
- Theater. Gustaf Gründgens inszeniert, Hamburg: Christian Wegner 1960
- Gründgens, Velber: Friedrich 1963
- Faust in Bildern, Braunschweig: Westermann, [1960] 1964, 7. Aufl.
- Schauspieler (Text: Siegfried Melchinger), Frankfurt a. M.: Büchergilde Gutenberg 1966
- Barlach, Hamburg: Christian Wegner ²1966
- Begegnungen, Köln: DuMont Schauberg 1967
- Schauspiegel, Velber: Friedrich [1963] ²1968
- Samuel Beckett inszeniert, Frankfurt a. M.: Suhrkamp 1969 (mehrere Auflagen)
- Hamburger Thalia-Theater - Boy Gobert, Hamburg: Kristall-Verlag 1980
- Gründgens Faust. Berlin: Suhrkamp [1982] ²1983
- Rosemarie Clausen, Ingeborg Sello, Hamburg: Museum für Kunst und Gewerbe 1988 (Ausstellungskatalog)